# Massilia solisilvae
Massilia solisilvae es una bacteria gramnegativa del género Massilia. Fue descrita en el año 2017. Su etimología hace referencia a suelo forestal. Es aerobia y móvil por flagelo polar. Tiene un tamaño de 0,4-0,5 μm de ancho por 2,1-2,3 μm de largo. Forma colonias blancas, circulares, ligeramente elevadas, lisas y con márgenes enteros en agar R2A tras 2 días de incubación. También crece en agar NA y LB, pero no en BHI, MA ni TSA. Temperatura de crecimiento entre 4-45 °C, óptima de 28-37 °C. Catalasa y oxidasa positivas. Tiene un contenido de G+C de 63,4%. Se ha aislado de suelo forestal en Suwon, Corea del Sur. 